# Ciorlano
Ciorlano är en ort och kommun i provinsen Caserta i regionen Kampanien i Italien. Kommunen hade 433 invånare (2017).